# Brigola
La bricola o brigola (del provenzal bricola, y este del antiguo alemán medio brechen, "romper") fue una máquina de guerra medieval diseñada para expugnar y horadar murallas o fortalezas.
De origen italiano, es un tipo de catapulta que fue muy utilizado a lo largo de los siglos XII al XV en la zona sur de Europa. Sus proyectiles se impulsaban con el principio del balancín, pero con la particularidad de introducir un sistema de contrapeso de placas de plomo adosadas sobre las piezas de madera y la viga. Actuaba mediante tracción humana. Se empleó en el ataque a fortalezas y torreones asediados y la servían unos 15 hombres. Sus proyectiles solían ser bolas de piedra o material incandescente con un peso de 20 a 60 kilos, arrojados a una distancia de 50 metros aproximadamente y con una cadencia de tiro de una vez cada 10 o 15 minutos. Al ser giratorias, permitían cambiar la dirección del proyectil. La brigola se cita en el Llibre dels fets o Crónica de Jaume I, pues fueron usadas para la Conquista de Mallorca por Jaime I de Aragón entre 1229 y 1231.